# 생명보험협회
생명보험협회(生命保險協會, Korea Life Insurance Association)는 생명보험업계와 보험가입자의 권익보호, 건전한 보험문화 확산, 합리적인 보험정책 수립지원 등 생명보험산업의 발전을 위해 1950년 설립되었다.

## 주요 업무
- 회원사 정책 지원

```
- 생명보험 관련 정책지원 및 생명보험 제도개선의 기획
- 보험업법 등 생명보험관련 법령의 연구 및 개정 건의
- 생명보험산업 발전을 위한 장·단기과제 연구
- 국내외 금융·보험 관련 정보의 신속 제공
```

- 생명보험설계사 관련 업무 수행

```
- 생명보험설계사 자격시험 실시 및 등록, 말소 관리
- 설계사 교육지원 및 자격시험문제 출제
- 모집질서유지를 위한 협정의 운영
- 부당모집행위 조사 및 처리
- 보험대리점 신규등록 및 폐지 등
```

- 생명보험소비자 보호 및 상담활동

```
- 보험가입조회제도 운영
- 보험민원 및 상담업무 운영
- 역선택 방지를 위한 계약정보교환시스템 운영
- 생명보험정보공시자료 발간, 제공
```

- 통계 및 도서 발간

```
- 월간 '생명보험' 발간
- 생명보험협회보 발간
- 영문연차보고서(LIB) 발간
- 생명보험통계연보 발간
```

- 공익사업을 통한 신뢰기반 구축

```
- 장학 및 연구사업 지원
- 학술·자선사업의 지원
- 사회공헌기금을 통한 사회공헌사업
```

- 공동홍보활동

```
- 생명보험TV광고 및 홍보활동
- 주요 현안에 대한 홍보대책 수립
```

## 조직
- 총회

- 이사회

- 회장

- 사회공헌위원회

- 부회장

- 공정경쟁질서유지위원회

- 상품공시위원회, 상품공시자문위원회, 신상품심의위원회, 광고심의위원회, 보험계약정보관리위원회, 생명보험범죄방지대책협의회, 보험설계사모집운영전문위원회

- 업무위원회

```
- 기획위원회, 계리위원회, 보험회계·세제전문위원회, 법무전문위원회, 자산운용위원회, 홍보위원회, 생명보험의무위원회
```

- 기획관리본부

```
- 종합기획부
- 전략개발부
- 총무부
- 지역본부(수도권, 영남, 호남, 중부)
```

- 시장업무지원본부

```
- 판매제도부
- 계약관리부
- 시장자율관리부
- 정보시스템부
```

- 소비자서비스본부

```
- 홍보부
- 소비자제도부
- 사회공헌센터
```

- 감사실

## 연혁
- 1950년 2월 생명보험협회 창립
- 1958년 11월 대한생명보험협회로 개칭
- 1960년 2월 사단법인 생명보험협회로 명칭 변경
- 1962년 1월 보험업법 및 보험모집 단속법 제정, 공포
- 1966년 12월 보험모집위원회 설치
- 1969년 10월 재무부, 생명보험설계사 등록관리업무 협회 이관
- 1972년 2월 설계사 등록시험제도 협회주관 실시
- 1975년 5월 보험상품인가 심의업무 실시
- 1976년 1월 업계내 과당경쟁 방지를 위한 재보험관리업무 개시
- 1977년 6월 설계사등록자격시험규정 제정
- 1991년 1월 공익사업추진위원회 설치. 업계공동 공익사업 실시
- 1995년 7월 보험가입조회시스템 운영
- 1997년 10월 고액보험중복가입정보시스템 가동
- 1998년 7월 개별신용정보집중기관으로 지정
- 2000년 10월 생명보험 언더라이팅회 설치운영
- 2000년 12월 설계사 스카웃 금지협정 폐지 및 제도개선 시행
- 2002년 6월 신상품심의위원회 배타적사용권 최초부여
- 2002년 10월 생존자가입조회제도 시행
- 2003년 9월 모집조직 온라인통합관리시스템 구축
- 2005년 4월 사망자보험계약회신서비스 개시
- 2006년 4월 보험설계사의 간접투자증권 취득권유제도 도입
- 2007년 8월 보험계약정보통합시스템(KLICS) 개통
- 2007년 11월 생명보험사회공헌사업추진을 위한 협약 체결
- 2008년 3월 서울지부 이전 및 상설시험장 개소식
- 2008년 5월 생명보험사회공헌기금 설치 및 운영
- 2008년 8월 보험설계사 생손보 교차모집제도 시행
- 2009년 6월 생보업권 예금자 보험요율 인하조정 등 제도현실화
- 2009년 7월 실손의료보험 자기부담금제도 도입 및 상품표준화
- 2010년 2월 창립 60주년 기념식 거행
- 2010년 11월 <생명보험협회 60년사>, 발간
- 2011년 1월 보험대리점 등록업무 협회 이관
- 2011년 3월 생명보험협회 이메일 소식지 (KLIA Letter) 1호 발행
- 2012년 3월 농협생명보험(주) 협회 정회원 가입
- 2013년 1월 2013 홈페이지 리뉴얼 협회관련업무보고 게시판관리
- 2013년 12월 교보라이프플래닛생명보험(주),RGA재보험 한국지점 협회 준회원 가입

## 회원사

### 정회원
- 한화생명보험
- ABL생명보험
- 삼성생명보험
- 흥국생명보험
- 교보생명보험
- DGB생명보험
- 미래에셋생명보험
- KDB생명보험
- DB생명보험
- 동양생명보험
- 메트라이프생명보험
- KB라이프
- 신한라이프생명보험
- 처브라이프생명보험
- 하나생명보험
- BNP파리바카디프생명보험
- 현대라이프
- 라이나생명보험
- AIA생명
- NH농협생명

### 준회원
- 코리안리재보험
- RGA재보험
- IBK연금보험
- 교보라이프플래닛생명보험

## 같이 보기
- 금융위원회
- 금융감독원
- 손해보험협회